# Goneccalypsis argenteoviridis
Goneccalypsis argenteoviridis là một loài ruồi trong họ Asilidae. Goneccalypsis argenteoviridis được Hermann miêu tả năm 1907. Loài này phân bố ở vùng nhiệt đới châu Phi.